# Florent de Hainaut
Florent de Hainaut, né vers 1255, mort le 23 janvier 1297, fut prince d'Achaïe de 1289 à 1297. 

## Biographie
Il était un fils cadet de Jean d'Avesnes, comte héritier de Hainaut et d'Adélaïde de Hollande.
Ce Florent de Hainaut, invité du comte de Chiny en 1285, est l'un des héros du Tournoi de Chauvency, œuvre du trouvère Jacques Bretel.
Il fut gouverneur de Zélande pour le compte de son cousin Florent V de Hollande ; fin 1287 il quitta les Pays-Bas pour tenter sa chance dans le royaume de Sicile, se mit au service du roi Charles II d'Anjou et devint connétable du royaume.
Le 16 septembre 1289 il épousa Isabelle de Villehardouin († 1312), princesse d'Achaïe, fille de Guillaume II de Villehardouin et d'Anne Ange, et veuve de Philippe d'Anjou (1256 † 1277). Les différentes versions de la chronique de Morée divergent sur les circonstances exactes de ce mariage, l'initiative étant attribuée par la chronique grecque à Florent et aux seigneurs de la principauté Jean Chauderon et Jean de Durnay, et par la chronique aragonaise à Robert d'Artois, régent du royaume et parent de Florent,.
Les époux s'embarquèrent pour la Morée à Brindisi, accompagnés d'hommes d'armes, sur une flottille commandée par Narjot de Toucy. Le couple reçut (directement ou par l'intermédiaire de l'ancien bail Guy de Charpigny) l'hommage des vassaux de la principauté, sauf ceux de la duchesse régente d'Athènes et du marquis de Bodonitsa, marquant ainsi le début d'un nouveau conflit entre la principauté et le duché d'Athènes,.
Florent négocia avec Byzance le traité de Klarentza en 1290. En effet, maintenant que les Angevins avaient été chassés de Sicile, la reconquête de l'empire latin de Constantinople devenait illusoire, ainsi que l'envoi en Morée de troupes de renfort. Aussi l'intérêt du nouveau prince était de mettre fin à la guerre qui ruinait la principauté.
En 1291, il se rendit en Épire pour négocier le mariage du fils de Charles II, Philippe, avec Thamar, fille de Nicéphore Ier Doukas. Peu après, en 1291-1292, il soutint Nicéphore, attaqué par l'empereur byzantin Andronic II.
La paix restait précaire dans le Péloponnèse et divers incidents se produisirent, jusqu'à la rupture de la trêve en 1296. Des Grecs s'emparèrent de Kalamata en 1293 ; Florent envoya une ambassade en protestation auprès d'Andronic II Paléologue et la place forte fut rendue à la Morée. En 1296, un notable grec s'empara du château de Saint-Georges, en Arcadie. Florent assiégea vainement le château, et mourut à Andravida en janvier 1297.

## Descendance
De son mariage avec Isabelle il eut une seule fille :
- Mathilde (1293 † 1331), princesse d'Achaïe, mariée quatre fois :
  1. en 1299 à Guy II de La Roche († 1308), duc d'Athènes,
  2. en 1313 à Louis de Bourgogne (1297 † 1316), roi titulaire de Thessalonique et prince d'Achaïe,
  3. en 1318 à (séparée en 1321) Jean de Durazzo (1294 † 1336), duc de Durazzo et prince d'Achaïe,
  4. Hugues de La Palice.